# 진 목공

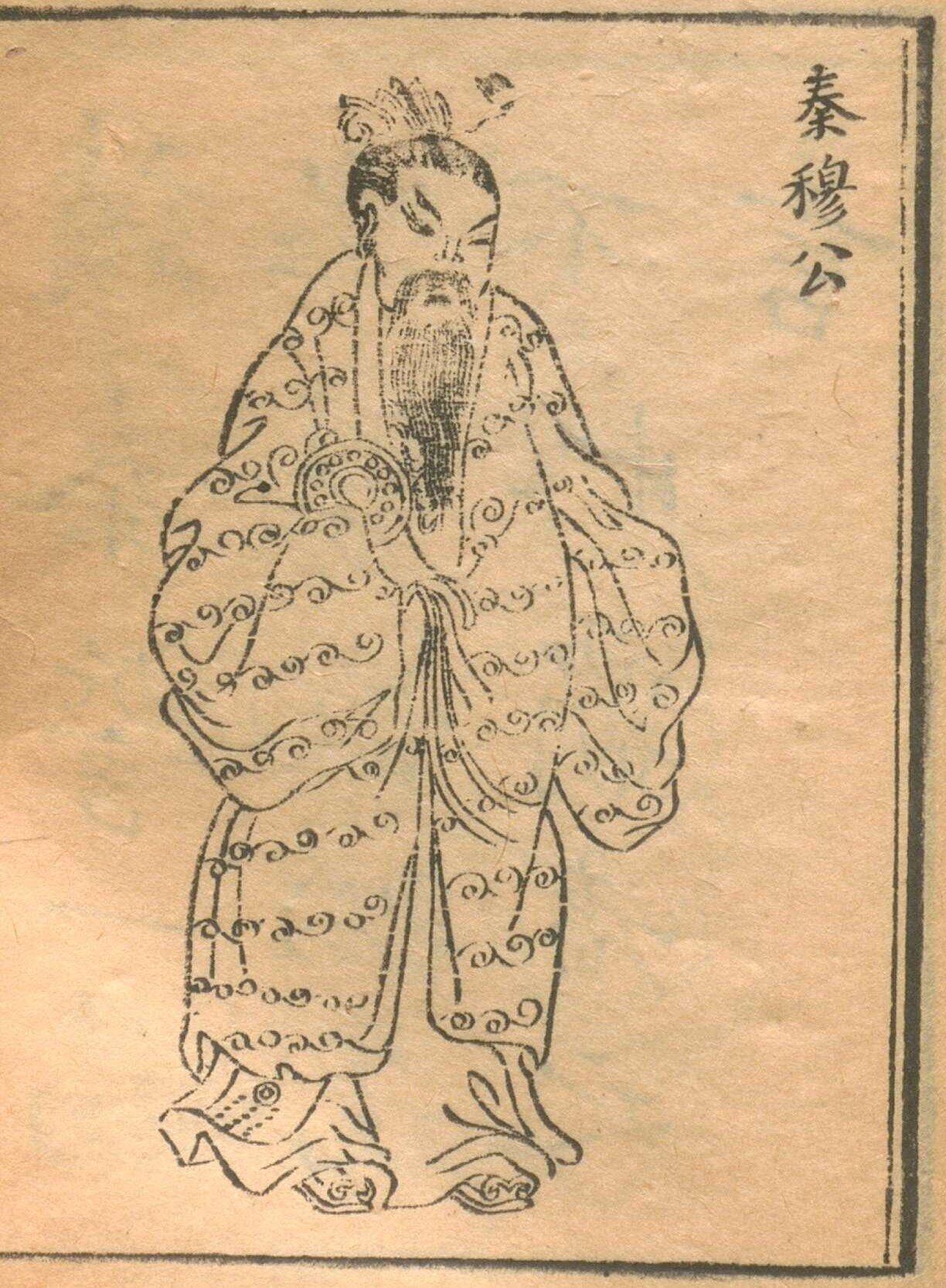
진 목공

진 목공 영임호(秦穆公 嬴任好, ? ~ 기원전 621년, 재위 : 기원전 659년 ~ 기원전 621년)는 진나라의 군주이다. 그는 춘추시대 주나라 양왕(襄王) 때 진나라의 영토를 크게 확장하였다. 그는 많은 조언자를 얻었는데 백리해(百里奚), 건숙(蹇叔), 비표(丕豹) 등이었다. 목공은 선공(宣公)의 아들이며 성공(成公)의 동생이다. 그의 딸 회영(懷嬴)은 진 회공에게 시집갔다가 다시 진 문공(晉文公)과 재혼하여 신영(辰嬴)으로 불렸다. 목공은 진 문공을 도와 성복전투(城濮之戰)에서 초나라를 격파하였다.

## 생애
덕공의 아들로 성공의 남동생이다. 형제 상속에 의해 진나라 공이 된다. 진나라(晉)의 헌공(獻公)의 딸을 맏이하였고, 그 때에 사신으로서 백리해가 따라왔다. 목공은 백리해를 신임하고, 이후는 백리해에게 국정을 맡기게 되었다.
기원전 651년, 진나라(晉)의 헌공이 죽으면서, 후계 싸움으로 진나라는 혼란 상태가 되었다. 진의 공자 이오(夷吾)는 진나라 공의 자리에 오르기 위해서 목공에게 원조를 요청했다. 목공은 이오의 형 중이(重耳)에 대하여 인격적으로 호감이 있었지만, 이오가 진나라 공으로 즉위하면 무엇인가 자신에게 유리하게 된다고 어림잡고, 이오를 진나라로 보내 진 혜공(晉惠公)으로 즉위시켰다. 이때 이오는 목공에게 예로서 영토의 할양을 약속하고 있었다. 그러나 진나라에 들어온 혜공은 약속을 파하고, 악정을 행하였다.
기원전 647년, 진나라(晉)는 흉작이 들어 식량이 부족했기에 진나라(秦)에 원조를 요청했다. 가신들은 망은의 혜공에 무엇으로 식료를 보내 줄 필요가 있을까 반대했지만, 목공은 "혜공의 일은 미워하고 있지만, 백성에게 죄는 없다"라고 하여 진나라에 대량으로 식량을 보내주었다. 그 다음 해에 이번은 진나라(秦)가 흉작이 들었다. 목공은 진(晉)나라에 원조를 요청했다. 그러나 혜공은 식량을 보내지 않고, 식량이 없어서 진나라(秦)는 국력이 약해지고 있을 것이라고 보고 진나라에 쳐들어 갔다. 이것에 대노하여 목공은 다음 해에 출병하여 진나라군과 한원(韓原)에서 격돌하여 대승하였고, 혜공을 포로로 잡았다. 개선 하여 돌아온 목공은 혜공을 죽일려고 하였지만, 아내(혜공의 누나)에게 제지당했다. 거기서 혜공의 태자 어(圉)를 인질로 하고, 혜공의 귀국을 허락했다.
기원전 638년 진 혜공이 중병이 들어 태자 어는 진나라에 도망갔다. 태자 어가 도망간 것에 화낸 목공은 초나라에 있던 중이를 맞아들이고, 모두 군사를 내어 중이를 진나라 공으로 삼았다.
기원전 624년 진 문공(晉文公) 사후 진나라(晉)를 토벌하여 대파하고, 서융(西戎)을 토벌하여 서융의 패자라고 인정되었다.
기원전 621년 사망하였다. 가신 177명이 순장을 당했다. 중심이 된 가신들이 많이 순장하였기에 진나라의 국력은 크게 저하하고, 국제 정치의 정식 무대로부터 멀어지게 된다.

## 같이 보기
- 진 문공

| 전임 진 성공 | 제9대 중국 진나라 백작 기원전 659년 또는 기원전 660년 ~ 기원전 621년 | 후임 진 강공 |